# Virgen de la Leche
Virgen de la Leche o de la Buena Leche, también conocida como Virgen nutricia o nodriza, Virgen del Reposo o del Buen Reposo, Virgen de Belén o de la gruta de Belén; es una advocación y una iconografía de la Virgen María, en la que se la representa en el acto de amamantar al Niño Jesús. Esta representación ha tenido diversos desarrollos en el arte sacro, como lo es la pintura, la escultura y la particular iconografía de la Iglesia Ortodoxa. En Occidente fue común hasta el Concilio de Trento, cuando la Iglesia lo desaconsejó, por motivos de decoro; aunque todavía siguió siendo popular en España, Italia y Portugal hasta finales del siglo XVII.

## Origen y tradición
La representación de la Virgen amamantando al niño Jesús es mencionada por el papa Gregorio Magno, un mosaico con esta representación que probablemente data del siglo XII se encuentra en la fachada de la Basílica de Santa María en Trastevere, aunque unos otros cuantos ejemplos de la temprana Edad Media aún sobreviven. Se considera que esta advocación puede ser un sincretismo de las diosas-madre, en particular de la diosa Isis amamantando a Horus y, probablemente las primeras imágenes aparecieron en el arte copto.
La Gruta de la Leche es un lugar en Belén, muy cercano a la Basílica de la Natividad, donde la tradición dice que la Virgen amamantó al Niño, y una gota se derramó sobre una roca, que cambió su color, haciéndose blanca. Debido a esto, piedras de la gruta (formadas de carbonato de calcio), eran consideradas reliquia en los primeros siglos pues, al diluirlas en agua, ésta tomaba aspecto de leche. El santuario levantado en este lugar es utilizado por las mujeres que piden a la Virgen les mejore la calidad de su leche materna.

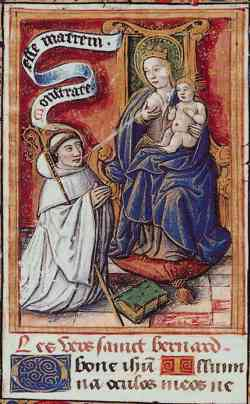
Bernardo de Claraval recibe leche del pecho de la Virgen María. La escena según la leyenda sucedió en la catedral de Espira en 1146.

Un tema dentro de la hagiografía cristiana católica vinculado a la Virgen lactante es el de la Lactatio Bernardi, según el cual la Virgen se le apareció en sueños al monje San Bernardo de Claraval y, al darle de su leche, le otorgó algún don milagroso.

## Galactotrofusa. La Virgen de Sednaya

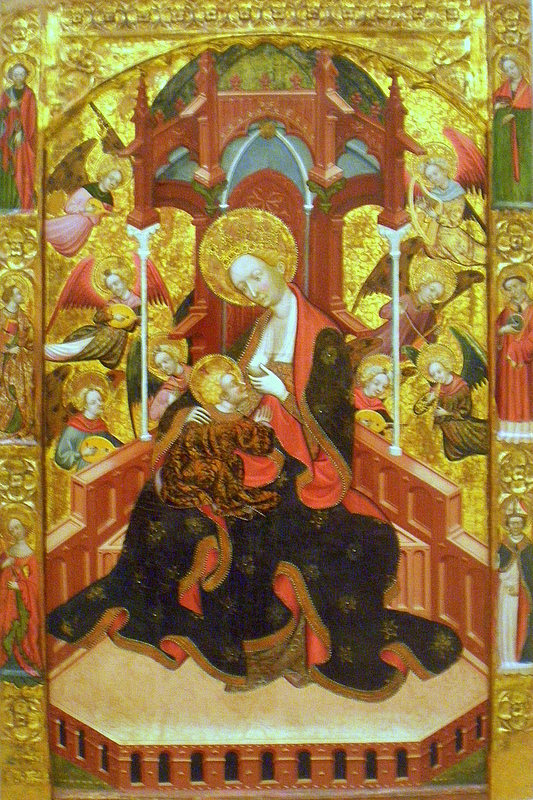
Representación de Ramón de Mur, 1415.

En el arte bizantino recibió la denominación de Galactotrofusa (γαλακτοτροφουσα Galaktotrophousa, habitualmente junto con el título de Παναγία Panagia -"Santísima"-, otras advocaciones e iconografías de Virgen con Niño son la Eleusa -"Ternura"- y la Theotokos -"Madre de Dios"-. El Monasterio de Chelandariou en el monte Athos tuvo entre sus iconos más venerados una Panagia Galaktotrophusa. Más enigmático es el icono del siglo XI, proveniente de Constantinopla y conservado en la ciudad siria de Sednaya (que no está claro si era una talla de madera o una tabla pintada), al que se atribuía el origen de una "leche de la Virgen" o "licor de la Virgen" (quizá un aceite) que se distribuyó por toda Europa a partir de su control por los templarios durante las Cruzadas; ese tipo de reliquia también se asociaba con la roca de la Gruta de la Leche o con apariciones milagrosas de la Virgen a santos, a quienes nutría con su leche.

## Virgo lactans
En la cristiandad latina la advocación se hizo muy popular, con la denominación Virgo lactans, en los siglos finales de la Edad Media (es habitual usar la expresión Madonna lactans mezclando latín e italiano -Madonna-). Fue particularmente utilizado por la Escuela de Siena del Trecento (siglo XIV), pero se difundió por toda Europa Occidental. Hasta tal punto era demandada esta iconografía, que se incorporaba como elemento central de escenas evangélicas como la Huida a Egipto (representada habitualmente en un entorno natural, donde el grupo familiar se toma un "descanso" para que el Niño se amamante -de ahí la denominación "reposo" y "Virgen del Reposo"-) o de composiciones que incluyen a la Sagrada Familia o de la Virgen con santos. Algunos críticos del arte sostienen que su representación se limitó a partir del Concilio de Trento (1545-1563) por razones de pudor (evitar la representación del pecho desnudo como hace, por ejemplo, la obra de Luis de Morales), pero especialmente en España (también en Portugal y América Latina), la Virgen de la leche disfrutó de gran popularidad hasta por lo menos finales del siglo XVII.

## Mlekopitátelnitsa

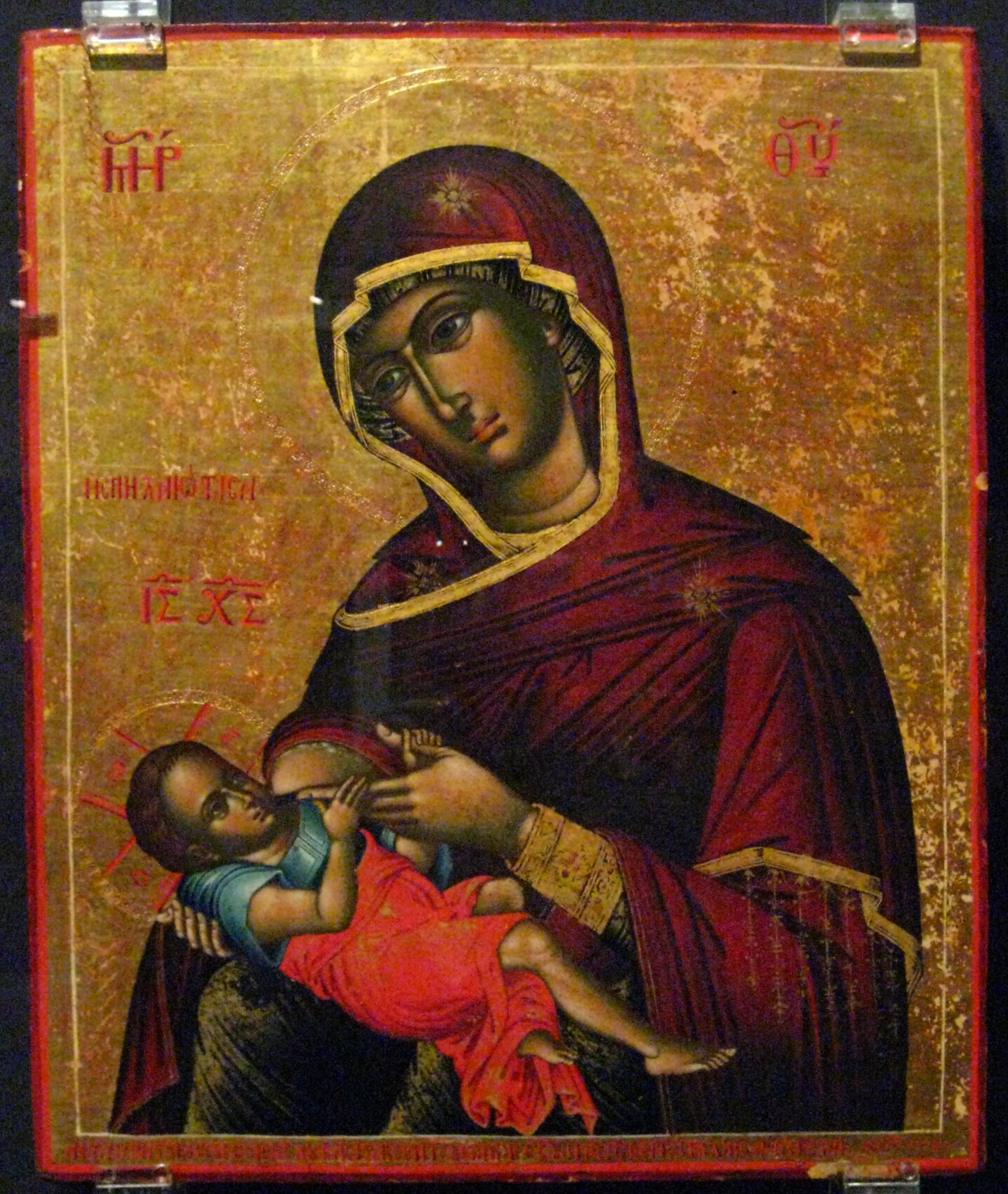
Icono ruso del.

En la pintura rusa el tema se denomina Mlekopitátelnitsa (Млекопитательница).